# Yoon Kyung-shin
Yoon Kyung-shin (Seoul, 7 luglio 1973) è un ex pallamanista e allenatore di pallamano sudcoreano.

## Palmares

### Giocatore

#### Club

##### Competizioni nazionali
- Supercoppa di Germania: 1

Amburgo: 2006
- Campionato coreano: 1

Doosan: 2010-11

##### Competizioni internazionali
- Coppa delle Coppe: 1

Amburgo: 2006-07

#### Nazionale
- Coppa d'Asia

 Bahrein 1993, Giappone 2000, Libano 2010, Arabia Saudita 2012
 Kuwait 1995
- Giochi asiatici

 Pechino 1990, Hiroshima 1994, Bangkok 1998, Busan 2002, Guangzhou 2010

#### Individuale
- Campionato mondiale di pallamano maschile 1993: capocannoniere (41 gol, a parimerito con Éles e Baumgartner)
- Campionato mondiale di pallamano maschile 1995: miglior terzino destro e capocannoniere (86 gol)
- Campionato mondiale di pallamano maschile 1997: capocannoniere (62 gol)
- Handball-Bundesliga: capocannoniere 1996–97, 1998–99, 1999–2000, 2000–01, 2001–02, 2003–04, 2006–07
- Campionato mondiale di pallamano maschile 2001: miglior terzino destro
- Miglior giocatore IHF dell'anno: 2001
- Coppa delle Coppe: capocannoniere 2006-07

### Allenatore

#### Club
- Campionato coreano: 9

Doosan: 2012-13, 2014-15, 2016-17, 2018-19, 2019-20, 2020-21, 2021-22, 2022-23, 2023-24

#### Individuale
- Miglior allenatore del campionato coreano: 2012-13, 2014-15, 2015-16, 2016-17, 2018–19, 2019–20